# Tine Bryld
Tine Bryld, født Begtrup (18. december 1939 på Frederiksberg – 21. april 2011) var en dansk socialrådgiver, forfatter, brevkasseredaktør og radiovært.
Tine Bryld var datter af dr. med. Erik Begtrup og Bodil Holm, og søster til Lena Vedel-Petersen. Efter endt uddannelse til socialrådgiver blev hun i 1965 ansat i Mødrehjælpen. Senere arbejdede hun som socialrådgiver på Christiania og fungerede tillige som rådgiver for Socialministeriet i Christiania-spørgsmålet samt medlem af Forsvarsministeriets særlige styringsråd for fristadens lovliggørelse. Hun er en af stifterne bag Børns Vilkår. Hun fik 3 børn.
Hun var særlig kendt for radioprogrammet Tværs på P1; en brevkasse, hvor hun fra 1972 rådgav unge om alt fra kærlighedssorger over seksualitet til mobning og tilværelsen som skilsmissebarn. Tine Bryld trak sig tilbage fra programmet i efteråret 2008.
Derudover har hun gennem mange år haft en fast brevkasse i ugebladet Alt for Damerne, ligesom hun har skrevet en lang række bøger, hvoraf trilogien Liv og Alexander fra 1982-1984 nok er den mest kendte.
Tine Bryld var gift to gange; først 1961-1968 med historiker Claus Bryld, anden gang (fra 1975) med arkitekt Arne Gaardmand. Han døde i 2008. Med sin første mand fik hun to børn; Esben (f. 1965) og Lea (f. 1967), mens hun med Arne Gaardmand fik datteren Iben (f. 1977).
Politisk var Bryld en overgang medlem af Venstresocialisterne, som hun i 1975 var folketingskandidat for. Hun var gennem årtier aktiv på venstrefløjen, bl.a. var hun i 1986 mægler under besættelsen af Ryesgade 58.
Bryld døde efter længere tids sygdom som følge af en hjerneblødning og blev 28. april 2011 bisat fra Nordre Kapel på Vestre Kirkegård i København. I 2013 blev Tine Bryld Prisen, der har ophav i den private socialfaglige organisation Projekt Plan B, hvor Bryld var bestyrelsesmedlem de sidste seks år af sit liv, uddelt for første gang. I 2017 blev en plads overfor Radiohuset på Frederiksberg døbt Tine Brylds Plads. I 2022 udgav PostNord et frimærke med hende som del af en serie med ti markante kvinder.

## Hædersbevisninger
Tine Bryld modtog en lang række priser og hædersbevisninger:
- Grundlovsdag 2015 gennemførte DR en afstemning, hvor Tine Bryld blev kåret til århundredets mest betydningsfulde kvinde.[7]
- Hadsten Højskoleprisen, 2009 – uddeles af elevforeningen ved Hadsten Højskole
- Fun Fearless Award, 2008
- Peter Sabroe-prisen, 2007
- Dansk Forfatterforenings Faglitterære Pris, 2005
- Martin Andersen Nexø Legatet, 1998
- Kvindeprisen fra Den socialdemokratiske Klub i KAD, 1997
- Kafkatten, 1997
- Heinild-Prisen, 1997
- Christian Kryger-prisen,1989
- HK Jytte-Prisen, 1986
- Alt for Damernes Kvindepris, 1986 og 2006
- Gyldendals Boglegat for Børnebogsforfattere og -tegnere, 1986
- Publicistprisen, 1986
- BMF's Børnebogspris, 1984
- Rektor frk. Ingrid Jespersens Legat, 1984
- PH-prisen, 1980
- LO's kulturpris, 1979